# Мирошниченко Василь Володимирович
Васи́ль Володи́мирович Мирошниче́нко (нар. 12 червня 1981, Тернопіль, УРСР, СРСР) — Надзвичайний і Повноважний Посол України в Австралії з 9 березня 2022 року, Надзвичайний і Повноважний Посол України в Новій Зеландії з 24 червня 2022 року за сумісництвом. Радник Міністра оборони України (на громадських засадах) з 7 березня 2022 року. Партнер компанії CFC Big Ideas, член наглядової ради ДП «Український інститут», екс-керівник Асоціації «Професійний уряд», директор Українсько-Британського Сіті Клубу та голова його українського представництва, співзасновник «Європейського молодіжного парламенту — Україна».

## Ранні роки
Народився в Тернополі 12 червня 1981 року в сім'ї лікарів. Батько — завідувач неврологічного відділення Волочиської районної лікарні, мати — сімейний лікар. Виріс та закінчив загальноосвітню школу I—III ступенів № 1 у Волочиську Хмельницької області.

## Освіта
У 1998—2003 роках навчався в Інституті міжнародних відносин. Здобув ступені магістра та бакалавра у сфері міжнародних відносин. Диплом з відзнакою.
У період з червня по серпень 2002 року — учасник програми Global Village для майбутніх лідерів бізнесу і промисловості, Інститут Аякоки, Університет Ліхай (Lehigh University). Пройшов інтенсивний бізнес-тренінг, який складався з лідерських та бізнес-курсів, зустрічей з керівниками великих американських компаній і бізнес-консалтингового проекту.
У 2005—2006 роках — навчався у Лондонській школі економіки та політичних наук (LSE), Лондон, Велика Британія. Отримав ступінь магістра з міжнародної політичної економії. Був стипендіатом програми уряду Великої Британії Чівнінг. Курси: міжнародна політична економія, міжнародна торгівля, економічна дипломатія. Захистив дипломну роботу на тему «Механізми залучення прямих іноземних інвестицій».
У період з листопада 2008 року по травень 2009 року навчався на програмі менеджменту Шведського Інституту у Стокгольмі (Швеція). Спонсорована шведським урядом тренінгова програма (4 однотижневих модулі) з корпоративної соціальної відповідальності та сталого розвитку. Також брав участь у консалтинговому проекті провідної шведської фармацевтичної компанії.
У травні 2014 року — пройшов інтенсивний двотижневий курс в Американському університеті, Інституті взаємодії з органами державної влади у Центрі президентських і парламентських досліджень, який включав лекції викладачів та понад 40 діючих вашингтонських лобістів від бізнесу, громадських та галузевих організацій, університетів, підприємств, торгових асоціацій та іноземних урядів.

## Кар'єра
1999—2000 рр.— стажер відділу преси, освіти та культури у Посольстві Сполучених Штатів Америки у Києві. Просував програми академічного обміну, координував волонтерів прес-центру під час візиту Президента США до Києва.
2001 р.— стажер, помічник депутата у Палаті громад, Парламент Канади. Учасник Канадсько-української парламентської програми. Готував матеріали для округу, допомагав депутату з поточних питань, відвідував засідання у комітетах.
З 2002 р.— партнер CFC Big Ideas. Компанія займається реалізацією проектів зі стратегічних комунікацій, PR та кризових комунікацій. Організовує конференції для міжнародних корпорацій на важливі сучасні теми.
2014—2016 рр. — співзасновник, голова (2015—2016 роки) та член ради директорів асоціації «Професійний уряд». Ініціатива об'єднала понад 3000 випускників західних вишів з метою підтримки економічних реформ в Україні. Зараз організація зосереджена насамперед на реформуванні державної служби.
З 2014 року — співзасновник Українського кризового медіа-центру. Був залучений у створення організації багатомовної служби новин присвяченій питанням безпеки та оборони, економічних реформ та європейської інтеграції України. Брав участь у форумах на полях самітів НАТО.
2018—2019 рр.— учасник Marshall Memorial Fellowship, престижної лідерської програми Німецького Фонду Маршала США. Вивчав найкращі практики у державному секторі, бізнесі та громадянському суспільстві.
У травні 2021 року указом Міністра закордонних справ був призначений членом наглядової ради ДП «Український інститут», організації, яка працює над зміцненням позитивного іміджу України засобами культурної дипломатії.
9 березня 2022 року призначений послом України в Австралії.
24 червня 2022 призначений послом України в Новій Зеландії за сумісництвом.

## Громадська діяльність
2001—2004 рр.— співзасновник та президент молодіжної громадської організації «Європейський молодіжний парламент— Україна».

## Благочинність
З 2008 року входить до київського кола друзів Українського Католицького Університету. З 2012 по 2017 рік та з 2019 по 2021 рік очолював організаційний комітет благодійного вечора УКУ у Києві. Підтримує національну скаутську організацію «Пласт».

## Нагороди та відзнаки
- медаль «За сприяння Збройним Силам України» (2023)[14]

## Сім'я
Одружений з 2003 року. Дружина — Мирошниченко Ліана Анатоліївна. Донька — Ярослава 2003 року народження. Син — Юрій 2016 року народження.

## Хобі
Біг на довгу дистанцію. Брав участь у 6 марафонах, зокрема Лісабон (2019), Стамбул (2020), Анталія (2021), Мадрид (2021) та двох індивідуальних марафонах. Запливи у відкритих водоймах. Учасник аматорських змагань Oceanman, велопробіги.

## Публікації
- Стаття «Business Sense: Ways to start fixing Ukraine's already horrible image abroad», KyivPost, 3 грудня 2009 р.
- Один зі співавторів книги «Як зробити Україну успішною» [Архівовано 10 травня 2021 у Wayback Machine.], видавництва «Смолоскип», 2018 р.
- Стаття «Брендинг нації: глобальні тенденції та виклики України» [Архівовано 12 березня 2022 у Wayback Machine.], Ukraine Analytica, 9 січня 2018 р.
- Стаття «Saving people and the economy», KyivPost, 23 березня 2020 р.
- Стаття «Brexit як шанс для експорту: що дасть Україні ЗВТ із Британією» [Архівовано 14 березня 2022 у Wayback Machine.], Європейська Правда, 8 жовтня 2020 р.
- Стаття «Now is the perfect moment to strengthen ties with Ukraine» [Архівовано 10 серпня 2020 у Wayback Machine.], CapX, 8 липня 2020 р.
- Стаття «UK and Ukraine sign a historic post-Brexit free trade deal» [Архівовано 14 березня 2022 у Wayback Machine.], Atlantic Council, 12 жовтня 2020 р.
- Стаття «Імідж України: що можуть зробити дипломати?» [Архівовано 14 березня 2022 у Wayback Machine.], НВ, 22 грудня 2020 р.
- Стаття для видання New Zealand Herald з нагоди 1000 днів від початку російської агресії проти України[15].[16]